# Кайавере (озеро)
Ка́йавере (устар. Каяфер; эст. Kaiavere järv) — проточное озеро на востоке материковой части Эстонии, располагается на территории деревни Отслава волости Тарту в уезде Тартумаа. Относится к водосборному бассейну реки Амме, левого притока Эмайыги.
Площадь водной поверхности озера составляет 246,5 га (по другим данным — 248 га или 250,7 га).
Кайавере представляет собой эвтрофное озеро, находящееся на высоте 51 м над уровнем моря. Акватория озера вытянута в направлении северо-запад — юго-восток на 3,62 км, шириной — 0,88 км и с наибольшей глубиной в 5 м. Протяжённость береговой линии — 8,536 км (по другим данным — 8,442 м).
Площадь водосборного бассейна озера равняется 92,2 км² (по другим данным — 84,6 км²). Река Амме, пересекающая Кайавере с северо-запада на юго-восток, соединяет его с озёрами Куремаа и Элиствере.